# مصباح محند أمزيان
مصباح محند أمزيان (1957 - 2019)، ملحن ومغني جزائري من منطقة القبائل. يُعد من أشهر عازفي قيثارة في الغناء القبائلي.
مصباح من مواليد عام 1957 ببلدة آث لقصر (ولاية البويرة)، وبدأ مشواره الفني في  بداية سنة 1980 حيث أصدر اغنيته الأولى  في نفس العام بعنوان «تقيتارثو» (قيتارتي) والتي عرفت نجاحا كبيرا. وقد كان يُعد من أشهر عازفي قيثارة  في الغناء القبائلي عصاميا  و قد ابى اهتماما بالفن وبالعزف منذ الطفولة حيث صنع بنفسه قيتارته الأولى باستعمال بعض المواد البسيطة. ولقيت اغانيه اقبالا كبيرا لاسيما من قبل الشباب حيث اعاد غناءها الكثير منهم، احيا الفقيد الكثير من الحفلات في الجزائر وايضا بالخارج. و قد عمل طيلة مشواره الفني على التعريف بالأغنية القبائلية و ترقيتها حيث اضفى على اللحن القبائلي لمسته الخاصة .

## وفاته
توفي يوم الجمعة 6 ديسمبر 2019 بمستشفى البويرة الذي نُقل إليه ساعات قليلة قبل وفاته حسب ما أكده حميد الأخ الأكبر للمرحوم. عن عمر يناهز الـ62 سنة ورى جثمانه الثراء ظهر يوم السبت 7 ديسمبر 2019 بمقبرة اث لقصر جنوب شرق البويرة.
كانت مصالح الدرك الوطني قد تلقت ليلة الجمعة إلى السبت، بلاغا من طرف بعض سكان بلدية أهل القصر مفاده اكتشاف جثة تعود للمغني المعروف بالمنطقة المدعو مصباح محند أمزيان داخل منزله، لتتنقل ذات المصالح إلى عين المكان، أين عاينت الجثة التي تبين بأنها تعرضت لعدة طعنات بواسطة آلة حادة مع تواجد لكمية من الدماء بالغرفة، وهو ما دفع بها إلى مباشرة تحقيقات معمقة أفضت في ظرف 24 ساعة من الوصول إلى هوية مرتكب الجريمة وتوقيفه رفقة والده الذي تستر عليه وعلى أداة الجريمة. حيث تم توقيف الجاني البالغ من العمر 19 سنة رفقة والده الذي تستر عليه وعلى وسيلة الجريمة المتمثلة في سكين حاد